# Udamocercia antarctica
Udamocercia antarctica är en bäcksländeart som först beskrevs av Günther Enderlein 1905.  Udamocercia antarctica ingår i släktet Udamocercia och familjen Notonemouridae. Inga underarter finns listade i Catalogue of Life.